# Шереметьєв Олексій Євгенович
Олексій Євгенович Шереметьєв (нар. 15 листопада 1971, Київ) — український підприємець, колекціонер, меценат, реконструктор. У Севастополі на Михайлівській батареї відкрив «Музей сім'ї Шереметьєвих». У Києві у будинку по вул. Августина Волошина, 2 створено Sigillum. Музей Шереметьєвих. Реконструктор Альмінської битви, битви під Балаклавою.  Разом з братом зібрав найбільшу у світі колекцію з історії Кримської війни.
Закінчив Академію Внутрішніх Справ України.
З 2003 року член Британського товариства дослідників Кримської війни 1853–1856 років.
З 2003 року Президент  київського клубу «Червона Зірка», яка проводить військово-історичні реконструкції Другої Світової війни.
Разом з Ольгою Богомолець брав участь у реконструкції у Радомишлі в садибі Богомолець-Шереметьєвих замку Радомисль.

## Особисте життя
- Батько, Євген Шереметьєв, київський художник-оформлювач.
- Старший брат Ігор
- Перша дружина Богомолець Ольга Вадимівна (до 2010 року).
- Дочка Софія.